# Limba (Volk, Sierra Leone)

Hauptverbreitungsgebiet der Limba im Norden von Sierra Leone

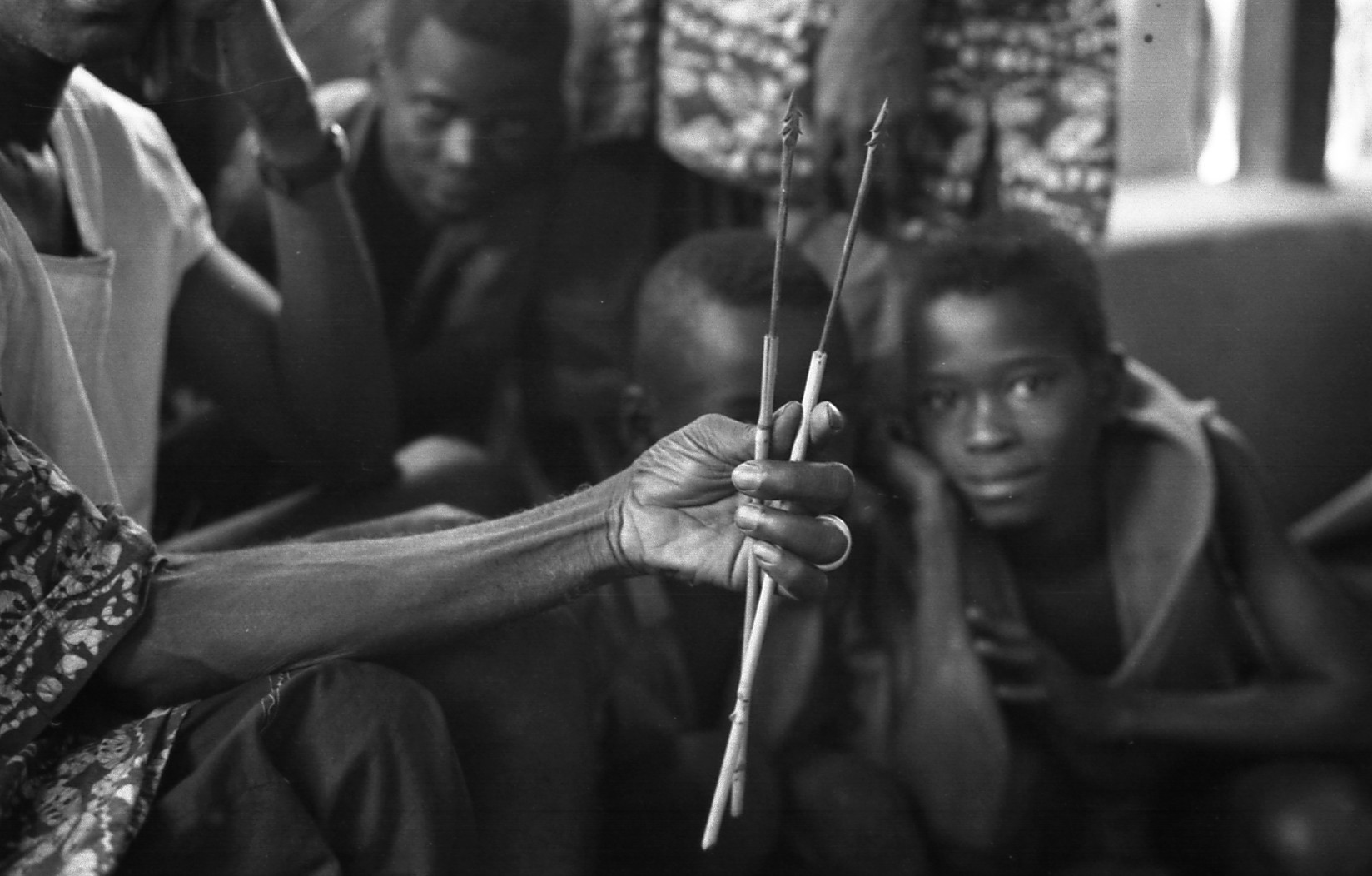
Limba mit Pfeilen aus dem 19. Jahrhundert

Die Limba sind ein indigenes Volk im westafrikanischen Sierra Leone und stellen (Stand 2015) mit mehr als 592.000 Menschen 8,5 Prozent der Einwohner des Landes. Sie sind damit die drittgrößte Volksgruppe. Nur etwa 380.000 von ihnen sprechen Limba als Muttersprache.
Ihre Heimat liegt traditionell in der Nord-Provinz, vor allem in den Distrikten Bombali, Koinadugu und Kambia.

## Bekannte Limba
- Kewullay Conteh (* 1977), Fußballprofi
- Ernest Koroma (* 1953), ehemaliger Präsident Sierra Leones
- Joseph Saidu Momoh (1937–2003), ehemaliger Präsident Sierra Leones
- Sampha (* 1988), britischer Musiker
- Siaka Stevens (1905–1988), ehemaliger Präsident Sierra Leones
- Chadwick Boseman (1976–2020), US-amerikanischer Schauspieler